# Rhododendron johnstoneanum
Rhododendron johnstoneanum är en ljungväxtart som beskrevs av George Watt och John Hutchinson. Rhododendron johnstoneanum ingår i släktet rododendron, och familjen ljungväxter. Inga underarter finns listade i Catalogue of Life.